# Andes (New York)
Andes è un comune degli Stati Uniti d'America, situato nello Stato di New York, nella contea di Delaware.